# Dioníssios Lavrangas
Dioníssios Lavrangas (grec: Διονύσιος Λαυράγκας)  (Argostoli, 17 d'octubre de 1860 - Argostoli, 18 de juliol de 1941) (grec Διονύσιος Λαυράγκας), va ser un violinista, director i compositor grec i fundador de la primera companyia d'Atenes.
Els pares de Lavrangas provenien de famílies nobles establertes a l'illa de Cefalònia. Va entrar en contacte ben aviat amb les companyies d'òpera itinerants itinerants, els membres del qual, el director del concert Nazzaro Serrao i els directors d'orquestra Gedeon Olivierei i N. Tzanis van ser els seus primers professors. Les composicions primerenques, principalment cançons i romanços, van ser interpretades per la capella urbana d'Argostoli. 1882–85 va estudiar al Conservatori San Pietro a Maiella de Nàpols, de 1885 a 1894 amb Léo Delibes, Jules Massenet i Théodore Dubois al Conservatori de París. A França també va treballar com a violinista per a diverses companyies d'òpera itinerant.

## Estil
L'estil de composició de Lavrangas a l'òpera és romàntic tardà i es caracteritza per models francesos i italians, les obres són grans, orquestrades amb color i es refereixen sobretot a temes grecs. Lavrangas va contribuir més a l'establiment de la música nacional grega en el sentit d'una escola nacional amb les seves obres instrumentals que no pas a l'òpera. En obres com la Suite grega núm. 1 (1904), va utilitzar melodies i ritmes semblants al folklore, els models de rol per a les generacions més joves d'un Nikos Skalkotas o de Mános Hadjidákis. Lavrangas també va crear música de cambra i nombroses cançons, així com una extensa obra de música coral. Com a escriptor, va crear alguns llibres de text sobre l'harmonia i la composició; la seva autobiografia, Apomnimonevmata (Ἀπομνημονεύματα "Memoiren", Atenes 1937), detalla els esforços entre 1880 i 1930 per establir una escena de la música occidental a Grècia.